# Sílvia Lutucuta
Sílvia Paula Valentim Lutucuta (Huambo, 14 de junho de 1968) é médica cardiologista, docente universitária e actual Ministra da Saúde de Angola.
Antes de assumir como ministra, foi Chefe de Departamento de Pós-Graduação e Investigação Científica, com experiência em pesquisa em biologia molecular e genética das doenças cardiovasculares na Faculdade de Medicina da Universidade Agostinho Neto.

## Biografia
Sílvia Lutucuta nasceu na cidade do Huambo a 14 de junho de 1968. É filha de Gilberto Buta Lutucuta e de Rebeca Valentim Lutucuta.

### Carreira académica
Fez a parte inicial dos seus estudos primários no Internato de São José do Cluny em Chinguar, na província do Bié. Terminou esta etapa na Escola Primária Feminina nº 163, no Bairro São João, em Huambo. Iniciou seus estudos secundários na Escola de 2º Nível Comandante Dangereux, em Catumbela, os concluíndo na Escola Secundária Comandante Bula Matadi, no Huambo, rumando para Centro Pre-Universitario (PUNIV) do Huambo para cursar ciências biológicas.
Com 16 anos de idade, ingressou na Faculdade de Medicina do ainda Centro Universitário do Huambo da Universidade Agostinho Neto (actual Universidade José Eduardo dos Santos). Concluiu a licenciatura em 1990, e, por ter formado-se com louvor, foi-lhe oferecida uma bolsa de estudos para pós-graduação. Fez a especialidade de cardiologia no Hospital Santa Maria, em Lisboa, Portugal.

### Carreira política e associativa
Durante o seu percurso estudanti foi membro e Presidente da Associação dos Estudantes do Pré-Universitário do Huambo, além de Presidente da Associação dos Estudantes de Medicina do Huambo. Foi ainda membro da Associação Nacional dos Estudantes do Ensino Superior de Angola, da Associação dos Pós-Graduados em Portugal e da Associação Njango nos Estados Unidos
Após formada tornou-se membro da Ordem dos Médicos de Angola e da Ordem dos Médicos de Angola de Portugal. Passou a fazer parte da Sociedade Portuguesa de Cardiologia, da Sociedade Portuguesa de Pacing Cardíaco e da Sociedade Angolana de Cardiologia.
Foi eleita Vice-Presidente da Sociedade Angolana de Doenças Cardiovasculares e para o Senado da Universidade Agostinho Neto.
Foi nomeada aos 28 de setembro de 2017 pelo Presidente de Angola João Lourenço como Ministra da Saúde. Em seu período como ministra está especialmente encarregada do enfrentamento da emergência sanitária da pandemia de COVID-19 em Angola.